# Givebox

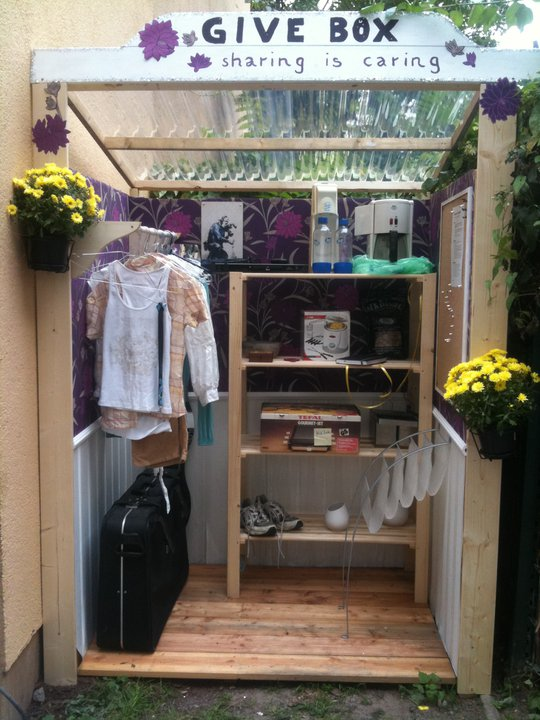
Eerste Givebox in Berlijn: Steinstraße

Een givebox, ook doorgeefkast, geefkast, ruilkast, recyclagekast, weggeefkast, weggeef-box of give-kot genoemd, is een open kast waar men anoniem bruikbare kleine spullen gratis kan achterlaten of meenemen.
Het woord “geefkast” werd in 2013 derde in de verkiezing woord van het jaar 2013 in Vlaanderen georganiseerd door de Dikke van Dale.

## Geschiedenis
Het concept van de givebox is ontstaan in Berlijn. In augustus 2011 nam Andreas Richter het initiatief om een open kast naast zijn woning te plaatsen waar hij kleine spullen die hij niet meer gebruikt achter te laten, in plaats van deze op een tweedehandswebsite te plaatsen en daarna te versturen. Iedereen mag de spullen vrij meenemen of iets achterlaten. Hij doopte hem de givebox met de slogan 'sharing is caring' en waarbij de nadruk wordt gelegd op het idee van duurzaamheid en het gemeenschapsgevoel. Het idee wordt sindsdien via Facebook verspreid en uitgebreid.

## Principe
De givebox is een publieke open kast waarin buurtbewoners overbodige nog bruikbare spullen anoniem kunnen achterlaten. Sommige geefkasten spitsen zich toe op één bepaald type goederen (zoals de ruil-je-boek-kast of de proviandkast), maar het principe gaat ervan uit dat er allerlei soorten spullen in worden geëtaleerd. Het kan gaan om kledij, speelgoed, boeken, huisraad, schoenen, accessoires, enz. die men zelf niet meer draagt of waar men geen plezier meer aan beleeft. Andere bezoekers kunnen daarna vrij toegankelijk in de box gaan snuisteren tussen de afgedankte voorwerpen die ze zelf nog zouden kunnen gebruiken of een nieuw leven willen geven.
Het giveboxprincipe gaat uit van zelforganisatie en wordt meestal gebouwd door een groep vrijwilligers. De kast staat over het algemeen op een openbare plaats en is 24u per dag en 7 dagen op 7 toegankelijk.

## België
In september 2012 werd de eerste givebox in België opgericht in Vorst nabij Brussel. De straat werd voordien vooral geplaagd door sluikstorters waarna de buurt op zoek ging naar een initiatief om de straat terug te doen opleven. Het idee van een buurtbewoner om er een givebox zoals in Berlijn te installeren kreeg meteen goedkeuring. Al vlug bleek de kast een groot succes, de inhoud van de kast is elke dag volledig anders. De aanwezigheid van de kast verhoogde niet alleen de sociale controle maar zorgde er eveneens voor dat de straat een heuse ontmoetingsplaats werd.
Het succes van de givebox in Vorst en andere Europese steden zorgde ervoor dat ook in Gent werd overgegaan tot het installeren van dergelijke kasten. Na het grote succes met swishing (ruilen van kledij) en positieve ervaringen met de Repair Cafés (waar mensen hun kapotte goederen leren herstellen in plaats van ze gewoon weg te gooien) werd in juni 2013 een eerste givebox geïnstalleerd op de stoep aan het buurtcentrum van de Bloemekenswijk, die zelfs over een kruidentuintje op zijn dak beschikt. Tijdens de wintermaanden wordt de kast binnen in het centrum geplaatst. Sinds augustus werd ook in het buurtcentrum Sluizeken-Tolhuizen-Ham een recyclagekast geïnstalleerd, die enkel te bezoeken is tijdens de openingsuren van het buurtcentrum, en staat er op woensdag aan Dampoort een caravan voor gratis kledij, speel- en sportgerief, de Buurtbazaar genaamd.

In Antwerpen werd in augustus 2013 de eerste Geefkast geopend aan het Damplein. De initiatiefneemster startte het project, met de steun van de stad, op een lelijk stukje van het plein dat zich onder een helling voor rolstoelgebruikers bevindt en door niemand gebruikt werd. De kast is heel wat groter dan de gebruikelijke giveboxen en kreeg er zelfs een zithoek bij om het sociale contact nog extra te stimuleren. De kast won in 2013 de ‘Goed Gezien’-prijs van Radio 2, die spontane initiatieven die buurtsolidariteit versterken beloont. Door het grote succes van de kast is de initiatiefneemster op zoek naar een grotere ruimte om te starten met een geefcentrum.
Eind 2013 zijn er ondertussen ook giveboxen opgestart in Aalst, Sint-Agatha Berchem en in Ranst.

## Internationaal
De givebox volgt het copy-paste-principe. Vanaf het ontstaan was er veel interesse en verspreidde het concept zich wereldwijd. Elk land heeft wel zijn eigen interpretatie van de givebox. In Duitsland heeft de givebox gordijnen en bevindt ze zich op de stoep. In Canada heeft de kast deuren en is de givebox verplaatsbaar: bij evenementen worden deze op pleinen geplaatst. In Frankrijk, Parijs wordt de givebox regelmatig verplaatst naar een andere openbare plaats, hiermee wil men testen wat de ideale plaats voor de givebox is. In San Francisco werden reeds mini-givebox geplaatst, deze worden opgehangen in een boom, in de toekomst wil men daar het project uitbreiden met grotere types.
In Duitsland, het land waar het concept ontstaan is, werd het initiatief Givebox Siegen er in 2012 zelf genomineerd voor de "Deutscher Engagementpreis". In hun nominatie werd men geprezen voor het innoverende, toen nog onbekende, idee van burenhulp, waarbij het sociale contact in de buurt verrijkt werd.